# 航運對環境的影響
航運對環境的影響（英語：Environmental effects of shipping）涵蓋的有空氣污染、水污染、噪音污染和石油洩漏。至於和氣候變化相關的溫室氣體排放，國際海事組織 (IMO) 估計航運業在2018年產生的二氧化碳排放量相當於全球人為排放量的2.89%，如果不採取任何行動的話，預計到2050年的排放量將從2018年（當年排放為2008年的90%）起增加為2008年水準的90-130%之間。
雖然使用船舶把給定數量的貨物移動給定的距離是最節能的運輸方法，但由於海運的規模龐大，表示它對環境必然會產生重大影響。每年增加的航運量遠超過產業在效率上提高（如尤其是貨櫃船的慢速航行）所能抵消。自1990年代以來，海運噸公里的年增長率平均為4%，自1970年代以來已增長5倍。目前海上有超過10萬艘運輸船舶，其中約6,000艘為大型貨櫃船。
由於航運業享有巨額稅收優惠，這也是促成其排放量增加的原因之一。

## 壓艙水

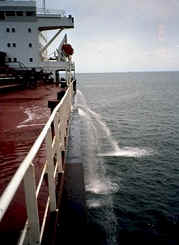
一艘正在排出壓艙水的貨輪。

船舶在港內所排放的壓艙水會對海洋環境產生負面影響。遊輪、大型油輪和散貨船，會在離港後，空船狀態時於近岸海域抽入壓艙水以維持船舶穩定航行，並在下一個停靠港內裝載時予以排放。壓艙水通常含有多種有機物質，如植物、動物、病毒和細菌。其中通常包括外來的、新奇的、具入侵性的，會對當地水域生態系統造成廣泛的生態和經濟上的破壞，（參見人類對海洋生物的影響#入侵物種）以及可能的嚴重人類健康問題。

## 噪音污染
航運和其他人造的噪音污染在最近的人類史上大量增加。船舶產生的噪音可傳播到很遠的距離，而依賴聲音進行定位、溝通和覓食的海洋物種會受到這種污染的傷害。
《保護遷移野生動物公約》已確定海洋噪音對海洋生物是種威脅。鯨間相互溝通能力遭到破壞是種極端威脅，影響到這個物種的生存能力。

## 撞擊野生動物

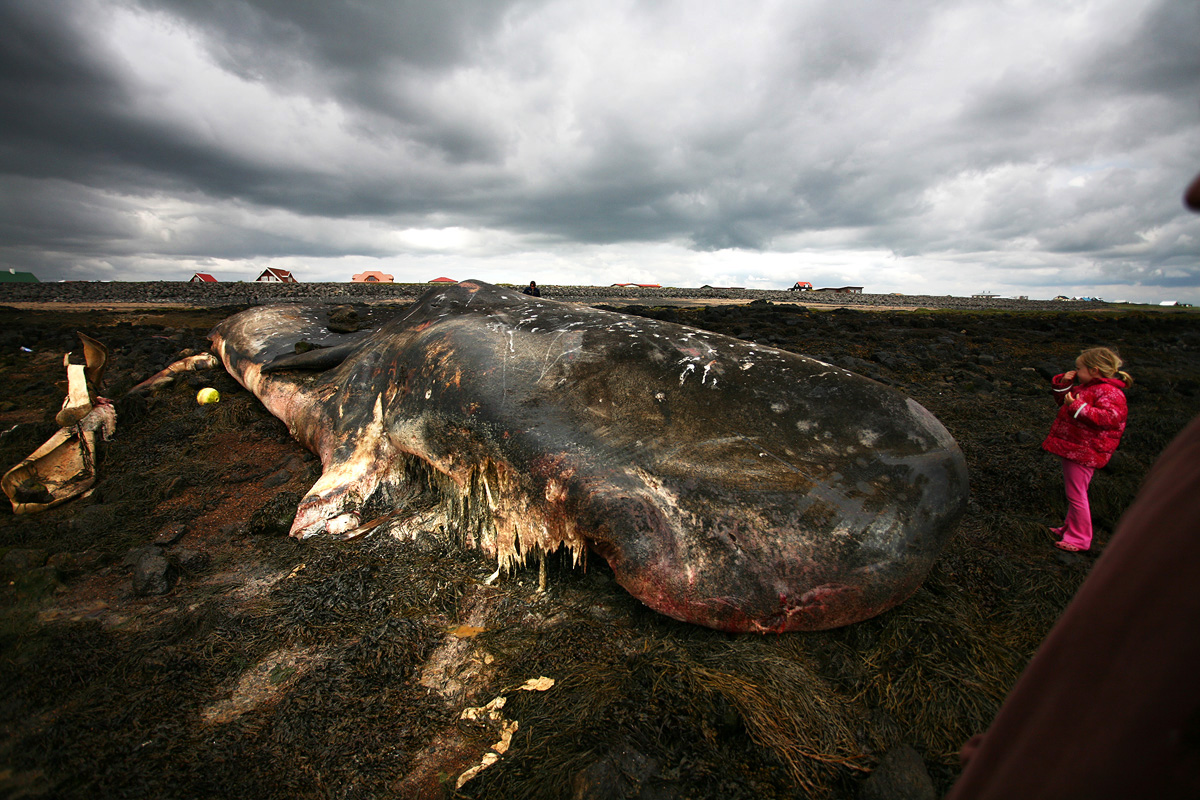
在冰島海岸上鯨的遺骸。

海洋哺乳動物如鯨和海牛等有被船舶撞擊的風險，會因此造成傷亡。若鯨與一艘航速僅15節的船舶相撞，有79%的機會造成致命傷害。船舶碰撞可能是導致鯨鯊數量下降的主要原因之一。 
受船舶碰撞影響的一個顯著例子是瀕臨滅絕的北大西洋露脊鯨，目前全球僅存400頭（或更少）。對這種鯨的最大風險是由船舶撞擊而造成的傷害。在1970年至1999年間，記錄中的死亡事件有35.5%可歸因於船舶碰撞。從1999年到2003年間，因船舶撞擊造成的死亡和重傷事件平均每年發生1起。從2004年到2006年間，數字增加到2.6起。船舶碰撞已成為這種鯨可能滅絕的原因。美國國家海洋漁業局 (NMFS) 和美國國家海洋暨大氣總署 (NOAA) 於2008年引入船舶速度限制，以減少與北大西洋露脊鯨發生碰撞，但限制於2013年到期。在2017年發生的事件史無前例（有17頭鯨死亡），主因為船舶撞擊和漁具纏繞。

## 大氣污染
船舶排放的廢氣被認為是空氣污染（無論是常規污染物或是溫室氣體）的重要來源。

### 常規污染物
船舶導致的空氣污染是由柴油引擎燃燒含高硫的重油（fuel oil，也稱為bunker oil）所產生，除含有一氧化碳、二氧化碳和碳氫化合物外，也包含二氧化硫、氮氧化物和懸浮微粒，之後再產生氣膠和二次化學反應，包括在大氣形成甲醛 ，和臭氧等。柴油引擎廢氣已被美國國家環境保護局 (EPA) 列為可能的人類致癌物質。EPA確定船用柴油引擎排放所造成的臭氧和一氧化碳會讓空氣品質惡化，以及環境中顆粒物濃度、能見度、霾、酸雨以及水體的優養化和硝化作用會對人類健康產生負面影響。EPA估計在2000年，大型船用柴油引擎約占美國氮氧化物移動源排放量的1.6%和顆粒物移動源排放量的2.8%。在港區之內，船用柴油引擎產生的此類污染會更高。超低硫柴油 (ULSD) 是種含硫量大幅降低的柴油。截至2006年，幾乎在所有歐洲和北美洲均備有ULSD可供使用。但重油仍易於取得，大型船用引擎只需打開和關閉兩個不同船載油箱的相應閥門即可在油類燃料間切換。
IMO在2016年通過新的硫排放法規，要求大型船舶從2020年1月開始遵守。
在全球有害氣體排放總量中，海運佔氮氧化物的18%至30%，和硫氧化物的9%。 空氣中的硫會形成酸雨，對農作物和建築物造成損害。已知吸入硫會導致呼吸系統問題，甚至會增加心肌梗塞發作的風險。據非政府組織歐洲環境聯盟"海洋風險"（Seas at Risk）發言人艾琳·布盧明（Irene Blooming）說，油輪和貨櫃船使用的燃料含硫量高，且價格低於一般陸上運輸用燃料。“一艘船每載運一噸貨物，排放的硫大約是卡車的50倍。”
美國的長灘、洛杉磯、休斯敦、加爾維斯頓和匹茲堡等海港城市的航運交通最為繁忙，而迫使當地官員努力設法淨化空氣。由於美國和中國之間的貿易增長，促使在太平洋東西兩岸間航行的船隻數量大增，而把多種環境問題加劇。為配合中國的成長，有大量糧食由美國運往中國，預計出貨量將會持續增加。
一氧化二氮排放量主要是由燃燒溫度所造成（溫度越高，產生機率越高），與硫排放量（取決於所使用的燃料）不同。由於空氣中所含的氮氣超過70% ，其中有些會在燃燒時與氧氣發生反應。這是種吸熱過程，在較高的燃燒溫度下會產生更多的一氧化二氮。但有其他污染物，特別是未燃燒或是部分燃燒的碳氫化合物（也稱為超細顆粒物或煤煙），容易在較低的燃燒溫度時出現。不同的燃燒溫度會導致不同的結果。
要顯著減少氮氧化物排放，除使用純氧或一些氧化劑以取代環境空氣外，唯一方法是讓煙氣通過觸媒轉換器和/或環保汽車尿素（尿素水溶液與煙氣中的一氧化二氮生成氮氣、二氧化碳和水）。但前述兩種做法都會增加成本和重量。此外，柴油引擎排氣處理液中的尿素通常來自化石燃料，因此並不能達到碳中和的目的。
第三種選擇是使用濕式洗滌器，當海水被泵送通過一個腔室，對經過的廢棄流噴灑。不同濕式洗滌器的工藝屬性各有不同，但主要是可清除引擎廢氣中的硫氧化物、煤煙和氮氧化物，留下含有煤煙和各種酸性化合物（如果洗滌液中混有鹼性物質，則遺留的是中和化合物）。然後使用船上的設備處理這種遺留下的材料（閉鎖循環系統），或者就單純的將其傾倒入海（開放循環系統）。這種排放物質可能對海洋生物有害，尤其是對近岸環境的。
在最近一項針對船舶未來排放的研究，顯示縱然使用超低硫柴油 (ULSD) 或液化天然氣 (LNG) 等常用替代品，二氧化碳排放量的增長不會因此改變，而甲烷排放量會因此增加，原因是甲烷會在液化天然氣供應鏈的各階段中洩漏的緣故。甲烷是種比同等單位體積的二氧化碳更強效的溫室氣體，並且只能透過各種化學、光化學和甲烷氧化菌在環境中緩慢分解。

#### 地區性空氣污染

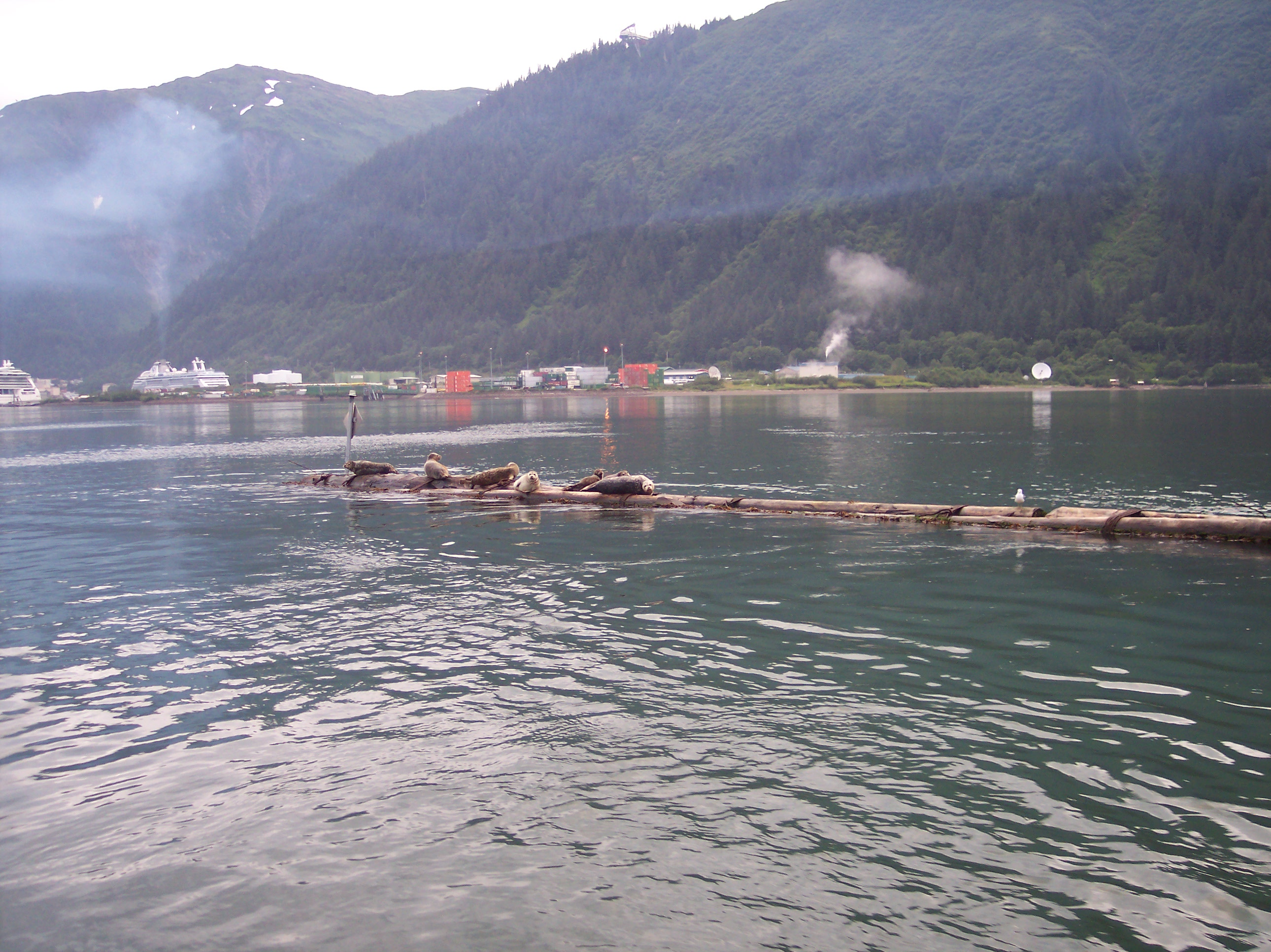
港內遊輪產生的霧霾（朱諾，美國阿拉斯加州）。

最近海運船舶造成環境壓力在美國的各州和地方區域發生，商船在港口停靠時對當地空氣品質造成問題。據信大型船用柴油引擎的排放佔路易斯安那州巴頓魯治和紐奧良移動源氮氧化物排放量的7%。船舶也會在無大型商港的地區產生重大影響：它們佔加利福尼亞州聖巴巴拉地區氮氧化物總排放量的37%，預計這一比例到2015年將增加到61%。但關於遊輪業在這個問題上的具體數據很少。雖然遊輪船隊只佔世界航運船隊中的一小部分，但對遊輪會重複訪問的特定沿海地區，會產生重大影響。船上焚化爐也會燃燒大量垃圾、塑料和其他廢棄物，產生的灰燼也須棄置。焚化爐也會釋放有毒排放物。
於2005年生效的防止船舶污染國際公約（MARPOL）附則VI則用於處理此類問題。遊輪必須在煙囪上裝置配附有空氣濁度表的閉路電視做錄影監控，有些遊輪還在敏感區域改用清潔能源的燃氣輪機來作發電和推進船舶的用途。

### 溫室氣體排放
海上運輸佔所有導致氣候變化氣體排放量的3.5%至4%，其中主要是二氧化碳。根據世界銀行的數據，航運業到2022年的溫室氣體排放量的世界佔比為3%，讓此區塊成為“全球第6大溫室氣體排放者，介於日本和德國之間”。
雖然此產業並非2016年簽署的巴黎氣候協議的關注焦點，但聯合國和IMO已討論到其二氧化碳排放的目標和限制。IMO溫室氣體排放工作組第一次閉會期間會議於2008年6月23日至27日在挪威奧斯陸舉行，會議的任務是為可能構成未來IMO規則之一的減排機制制定出技術基礎，以控制國際航運的溫室氣體排放，以及成為實際減排機制的草案，以便IMO海洋環境保護委員會 (MEPC) 作進一步審議。這個產業於2018年在倫敦集會討論，設定到2050年把二氧化碳排放（以2008年為基準）達成降低50%的目標。減少排放的一些方法包括降低航行速度（這可能對易腐爛的貨物產生潛在問題）以及改變燃料標準。包括國際航運公會在內的國際航運組織在2019年提議設立一50億美元的基金，以支持在減少溫室氣體排放的研究和技術開發。
審查機構RightShip推出另一降低航運溫室氣體排放影響的方法 - 開發在線“溫室氣體排放評級”，作為業界將船舶的二氧化碳排放量與2013年起建造，符合IMO能源效率設計指數 (EEDI)）的同型與類似噸位的船舶作比較。RightShip的溫室氣體排放評級也適用於2013年之前建造的船舶，可對全球船隊進行有效比較。溫室氣體排放評級分A到G級，A級代表效率最高的船舶。根據船舶在建造時的設計特徵（例如載貨能力、船用引擎功率和燃料消耗）來測量每行駛一噸海裡所排放的理論二氧化碳量。級別在前的船舶可在整個航程中顯著降低二氧化碳排放量，這表示所使用的燃料也更少，運行成本也更低。

#### 航運業脫碳
核動力推進船舶是唯一經過長期驗證，且可擴展的推進技術，幾乎無溫室氣體排放。目前由於小型模塊化反應爐的進展，可大量生產小功率的核能發電廠（例如OPEN100項目，目的為建造一個100兆瓦發電量的壓水反應爐，而目前可用的第三代反應爐，如歐洲壓水反應爐（EPR），額定容量超過1吉瓦（1,000兆瓦）），加上更低的成本，可讓核動力推進船舶更具經濟效益。鑑於目前全球只有400多座商業核電站，表示核動力在航運的市場潛力將比陸基發電廠更大。
目前已有碳中和的燃料。根據世界銀行在2022年的說法，由零碳電力（太陽能或風能）生產的綠氫和氨是2022年“最有希望的航運脫碳選項”。如果“因生產燃料，而從大氣中去除的二氧化碳量相當於燃燒過程中排放的二氧化碳量”，那麼這種生物燃料即為可持續生物燃料。2022年7月21日，由AIDA遊輪公司營運的AIDAprima輪 “成為世界首艘以混合海洋生物燃料（由100%可持續原材料，如廢棄食用油和船用輕柴油 (MGO)混合）為燃料的大型遊輪......。”根據非營利組織世界經濟論壇發表的一篇文章，截至2022年4月，“氨、甲醇和甲烷是可行的遠洋航運燃料，而壓縮氫和液態氫則不是”。世界上首艘氫動力拖船於2022年5月在西班牙納維亞的的Astilleros Armon造船廠下水，計劃於2022年12月在安特衛普港投入使用。雙燃料發動機、燃料儲存選項和易於改造對於這類船舶的適應性非常重要。瑞典船公司Stena Line是世界上首家將大型船舶改採甲醇為燃料的船東，（於2015年把滾裝船MS Stena Germanica (2000)
改裝。Stena Line與甲醇生產商Proman和船舶引擎商曼恩能源方案合作，船舶引擎可使用柴油或是甲醇作燃料。
航舶利用風力作為動力已有長久的歷史。瑞典船舶營運公司Wallenius Marine在“開發Oceanbird，一艘可搭載7,000輛汽車，由風力驅動的貨船。”日本川崎汽船在其5艘散貨船上安裝Seawing風力推進系統。川崎汽船另有一種風箏翼傘概念，翼傘繫在船上方300米的空中，受風而牽動船舶，據估計可減少約20%的排放量。
電池電源對於短途航行有用。 Sparky是艘“全電動70噸港口用拖船”，是“世界上第一艘這類的電動拖船”。 Sparky於2022年8月在奧克蘭命名。世界上首艘混合動力拖船Carolyn Dorothy（Foss Maritime擁有） 於2009年在洛杉磯港和長堤港開始運作。名為Kvitbjørn（“北極熊”）的遊船在距北極僅數百英里的冷岸群島運作，採用新開發的沃爾沃遍達油電混合推進系統。 2022年6月，丹麥電動渡輪艾倫號（Ellen）完成單次充電航行達90公里的航程。
智庫戰略與國際研究中心在2021年表示，政府和航運業領導者，如馬士基航運、地中海航運公司和法國達飛海運集團等“表達對脫碳項目有興趣”。歐盟在2021年表示“通過其‘Fit For 55’ (在2030年前完成減排達55%的目標)提案（一包含14項立法提案的計劃組合），對海上脫碳提供有力的政策支持。”但截至2022年6月，“在94家主要航運公司中，只有33家 (35%) 明確表達可在2050年實現淨零排放的目標，和/或已承諾在2050年實現絕對減少50%（與2008年相比）的IMO目標。”
代表全球航運業90%以上的團體呼籲對航運業的排放徵收全球適用的碳稅，以便為採用新技術提供財政激勵，並為研發提供資金。
一篇在2021年發表的文章指出，需要進行廣泛的研究和開發，以及改造設備和變更運作方式。
對於業界快速變化的脫碳應對，可透過每週通訊、一些會議、和為期兩天的在線概覽課程中取得。
在曼徹斯特大學教氣候科學及能源政策的愛麗絲·拉金說“拖到2023年以後才動手，表示國際航運的未來轉型時間不夠，而不可行，”。 “現在國際航運即須全力以赴。”

## 石油洩漏
船舶污染事件中最常見的是石油洩漏。石油洩漏雖然不頻繁，但有毀滅性的影響。原油對海洋生物有毒性，其包含的成分多環芳香烴 (PAH) 很難清理，會在沉積物和海洋環境中持續存在多年。經常接觸多環芳香烴的海洋物種會出現發育問題、疾病易感性和異常的生殖週期。廣為人知的洩漏事件之一是發生在1989年3月的阿拉斯加港灣漏油事件。雖然科學家、管理人員和志願者努力搶救，仍有超過400,000海鳥、約1,000海獺和大量魚類死亡。

## 污水
就衛生設施的觀點而言，黑水表示是廁所的污水，其中含有可通過糞口途徑傳播的病原體。黑水包含來自抽水馬桶的糞便、尿液、水和衛生紙。其中含有有害細菌、病原體、病毒、腸道寄生蟲和有害營養物質。未經處理或處理不當的污水排放會導致漁業和貝類養殖場發生細菌和病毒污染，對公眾健康造成風險。污水中的營養物質，如氮和磷，會促進藻華，消耗水中的氧氣，導致魚類死亡和其他水生生物遭到破壞。
灰水是來自水槽、淋浴間、廚房、洗衣房和船上清潔活動的污水。含有多種污染物質，包括糞便大腸菌群、清潔劑、油和油脂、金屬、有機化合物、石油碳氫化合物、營養物質、廚餘、醫療和牙科廢棄物。EPA和阿拉斯加州政府進行的抽樣發現，遊輪產生而未經處理的灰水可能含有不同強度的污染物，且其中糞便大腸菌群的水準會比比未經處理的生活污水中的高幾倍。灰水中，尤其是營養物質和其他需氧物質的濃度，會對環境造成不利影響。通常灰水是遊輪的最大液體廢物來源（佔總量的90%至95%）。據估計，船上旅客每人每天產生110至320升灰水，一艘載有3,000人的遊輪每天可產生330,000至960,000升灰水。:15
一艘大型遊輪（3,000名乘客和船員）估計每天可產生55,000至110,000升黑水。:13估計遊輪產業每天傾倒入海的灰水有970,000升（255,000美制加侖），黑水有110,000 升（30,000美制加侖）。
MARPOL附件IV於2003年9月開始嚴格限制船舶把未經處理的污水排放。大多數現代遊輪會安裝用於處理黑水和灰水的薄膜生物反應處理廠，這類技術產生接近飲用水質量的廢水。

## 固體垃圾
船上產生的固體垃圾有玻璃、紙張、紙板、鋁罐和鋼罐以及塑料。這些垃圾可能無害，也可能具有危險性。這類垃圾進入海洋就成為海洋廢棄物，然後對海洋生物、人類、沿海社區和利用海水的行業構成威脅。遊輪通常把就源減量、垃圾最小化和資源回收結合運用來做固體垃圾的管理。實際上有多達75%的固體垃圾在船上被焚化，所產生的灰燼通常在海上排放，僅有少數會被帶上岸處理或是回收。海洋哺乳動物、魚類、海龜和鳥類可能會因受這類棄置的塑料和其他固體垃圾纏繞而受傷或是死亡。平均而言，每位遊輪乘客每天至少產生2磅無害固體廢物（參見美國郵輪污染）。遊輪的載客量越大，每天產生的垃圾數量就越多。估計一艘大型遊輪，航行一週可產生大約8噸固體垃圾。全世界船舶產生的固體廢垃圾中，估計有24%（按重量計）來自遊輪。:38–39:Table 2–3大多數遊輪產生的垃圾都在船上自行處理（焚燒、打漿或是磨碎），然後排放入海。對於無法自行處理的垃圾（例如玻璃和鋁製品），就會運送到港口卸載，這會給港口的處理設施帶來壓力，通常這些設施少有能力處理大型郵輪帶來的垃圾。:126

## 艙底水
船上的油經常從引擎和機器空隙，或是在日常維護活動中洩漏，並與艙底的水混合。雖然艙底水會經過濾及清潔後才排放，但其中仍存在微量的油，也會殺死魚類或產生各種亞致死性的慢性影響。艙底水還可能含有固體垃圾、大量生化需氧量物質、油和其他化學物質。一艘典型的大型遊輪，運作24小時後，平均會產生8噸艙底水。在清理艙底水和排放之前，需將其中的油類分離出，另行作處理，一些航運公司，包括大型遊輪公司，有時會非法繞過船上的油水分離器，把未經處理的艙底水排放入海。在美國，有所謂利用“魔法管道”進行的違法排放行為，已被起訴並處以巨額罰款，但在其他國家/地區，執法情況參差不齊。

## 國際法規
目前已有的條約，如以處理船舶海洋污染管制的火奴魯魯策略（Honolulu Strategy），以及處理海洋物種和污染的聯合國海洋法公約。雖在整個海事歷史上曾引入過大量地方和國際法規，但現有的許多被認為並不足夠。“整體而言，這些條約傾向於強調安全和污染控制的技術面，但並未觸及會產生未達標準結果的根本原因，也缺乏導致遵循的激勵機制以及執法力度。”國際航運最常見的問題是錯誤的文書工作和報關行並無貨物的正確信息。 遊輪不受美國排放許可證制度（National Pollutant Discharge Elimination System（NPDES）- 依《清潔水資源法案規定》）- 的監管，此制度設有遵守的技術標準。在加勒比地區，許多港口缺乏適當的垃圾處理設施，許多船隻因此會把垃圾倒入海中。
此外，由於航運貿易的複雜性和監管此領域的難度，要產生全面和普遍接受的監管框架而讓這個產業減少溫室氣體排放，無法可在短期內實現。事實上是目前排放量仍在繼續增加。在2016年發表的的一篇期刊文章建議，在此情況下，各國政府、航運業和全球組織有必要探索和討論，建立市場機制來降低船舶的溫室氣體排放。

## 全球各地因應與法規

### 歐洲聯盟
- 歐洲遊輪污染（英语：Cruise ship pollution in Europe）
- 歐盟減少航運業溫室氣體排放 https://climate.ec.europa.eu/eu-action/transport-emissions/reducing-emissions-shipping-sector_en （页面存档备份，存于）
- 歐盟可持續航運論壇 (ESSF)

https://transport.ec.europa.eu/transport-themes/sustainable-transport/european-sustainable-shipping-forum_en （页面存档备份，存于）
- 歐盟國際海事組織能源效率項目。這個為期4年的項目，目的在5個地區建立海事技術合作中心：非洲、亞洲、加勒比、拉丁美洲和太平洋。這些中心透過技術援助和處理能力建設，促進各區域中欠發達國家採用低碳技術和海運業務。這也將支持國際議定的能效規則和標準（Energy Efficiency Design Index（EEDI）和Ship Energy Efficiency Management Plan（SEEMP））的執行。
- MRV（Monitoring, Reporting and Verification）監測[97] - 針對使用歐盟港口的大型船舶做二氧化碳排放量做報告和驗證。

### 英國
- 英國1995年商船法案（英语：Merchant Shipping Act 1995）
- 英國2006年商船（污染）法案（英语：Merchant Shipping (Pollution) Act 2006）

### 美國
預計（從2004年開始）“......到2020年，進出美國的航運量將會增加一倍。”[但北美洲（加拿大和美國）的許多航運公司和港口經營商已採用綠色海洋環境計劃來限制因其運作而對環境產生的影響。
- 美國防止船舶污染法案（英语：Act to Prevent Pollution from Ships）
- 美國驗船協會
- 美國遊輪污染（英语：Cruise ship pollution in the United States）
- 美國國家油與危險物質污染緊急應變計畫（英语：National Oil and Hazardous Substances Contingency Plan）
- 美國1990年油污染法案（英语：Oil Pollution Act of 1990）
- 美國與船舶污染相關法規（英语：Regulation of ship pollution in the United States）

## 進一步閱讀
- Copeland, Claudia.  (PDF) (报告). Washington, D.C.: US Congressional Research Service. 2008-02-06. RL32450. （原始内容 (PDF)存档于17 December 2008）.
- Becker, Austin; Ng, Adolf K.Y.; McEvoy, Darryn; Mullett, Jane. . WIREs Climate Change (Wiley). 2018-02-08, 9 (2)  [2023-06-14]. ISSN 1757-7780. S2CID 135252051. doi:10.1002/wcc.508. （原始内容存档于2023-08-02）.
- (PDF). Energy Transitions Commission. 2020-11-11  [2021-06-11]. （原始内容存档 (PDF)于2023-09-16）.
- . World Bank Live. 2021-04-23  [2022-08-18]. （原始内容存档于2023-06-27）.

## 外部連結
- Maritime International Secretariat Services （页面存档备份，存于） - Shipping Industry Guidance on Environmental Compliance
- GloBallast partnership （页面存档备份，存于） (IMO)
- International Convention for the Control and Management of Ships' Ballast Water and Sediments, 2004 （页面存档备份，存于） - IMO
- Cruise Ship Pollution Overview - Oceana
- Ecological facts on ballast water
- CO2 emissions calculator for transporting cargo by sea （页面存档备份，存于）
- The Global MTCC Network （页面存档备份，存于）